# 청자 기린모양 연적
청자 기린모양 연적(靑磁 麒麟形 硯滴)은 서울특별시 종로구 고려시대의 청자이다. 2006년 1월 17일 대한민국의 보물 제1449호로 지정되었다.

## 개요
청자 기린모양연적은 외뿔 기린이 다리를 모으고 웅크려 엎드린 형상이며 등에 마치 석류의 줄기를 응용한 듯한 입수구(入水口)를 만들고 기린의 입을 통해 물이 나오도록 조작한 연적이다. 기린은 입에 가는 연잎줄기를 물어 뒤로 늘어뜨리고 있으며 등에는 석류의 잎과 줄기로 장식되어 있다. 굽바닥까지 완전히 유약을 씌우고 작은 차돌 3개를 받쳐 구운 최상급 청자이다. 12세기 전성기의 상형청자 중 기린의 형상을 응용한 연적으로는 새로이 발견된 것으로 간결하고 세련되게 처리한 조각솜씨와 청자 최성기의 안정된 유약의 상태가 돋보인다.

## 같이 보기
- 청자

## 참고 자료
- 청자 기린모양 연적 - 국가유산청 국가유산포털